# Pendelstafette
Die Pendelstafette ist eine in der Schweiz innerhalb des Schweizerischen Turnverbands verbreitete Staffelform, bei welcher Läufer eine gerade Strecke nacheinander mit Übergaben an deren Enden absolvieren. Diese Übergaben können ohne einen Staffelstab, so wie beispielsweise in der Pendelstafette über 80 Meter, oder mittels eines Staffelstabs erfolgen, wie in der Pendelstafette 40 Meter mit Stab.

## Pendelstafette ohne Stab
Die übliche und wettkampfmässig gelaufene Distanz beträgt 80 Meter und wird von jedem Läufer einmal absolviert. Die Übergaben zwischen den Läufern erfolgen fliegend. Ein Wechsel ist gültig, sofern sich der Rumpf des ankommenden Läufers mit dem Rumpf des startenden Läufers ausserhalb der Wettkampfstrecke kreuzt. Geschieht diese Kreuzung ein- oder mehrmalig innerhalb der Wettkampfstrecke wird dies mit einem Zeitzuschlag von zwei Sekunden zur Gesamtzeit verbüsst. Jugendliche haben eine verkürzte Wettkampfstrecke über 60 Meter. Die STV-Meisterschaften Pendelstafette werden in dieser Disziplin mit 8 Läufern (Männer), 8 Läuferinnen (Frauen) oder mindestens 4 Läuferinnen, total 8 Startenden (Mixed) ausgetragen. An Turnfesten ist Anzahl und Geschlecht der Startenden bis maximal 18 Personen nicht relevant und es kann mit einer beliebigen geraden Anzahl gelaufen werden, da die Durchschnittszeiten nach Geschlecht getrennt mit einer Notenformel berechnet werden.
Damit der startende Läufer bereits mit Tempo in die Laufstrecke übergehen kann, werden üblicherweise Ablaufmarken gesetzt, von welcher ein Läufer von ausserhalb der Wettkampfstrecke losläuft, sobald der ankommende Läufer die Ablaufmarke innerhalb der Wettkampfstrecke passiert hat. Um der geringeren Durchschnittsgeschwindigkeit des startenden Läufers gerecht zu werden, weist die Ablaufmarke ausserhalb der Laufstrecke, auch Startmarkierung genannt, einen geringeren Abstand zur Begrenzungslinie der Laufstrecke auf als diejenige innerhalb der Laufstrecke.

## Pendelstafette mit Stab
Bei der Pendelstafette mit Stab muss ein Aluminium-Staffelstab durch die Läufer um die an den Enden der 40 Meter langen Laufstrecke aufgestellten Malstäbe herumgeführt werden. Ein Team in dieser Disziplin besteht aus 6 Läuferinnen oder Läufern (oder analog ohne Stab auch mixed Teams möglich), wobei jeder Läufer die Strecke zweimal absolviert. Ein Stabverlust wird nicht direkt bestraft, sofern andere Teams nicht behindert werden und der Stab korrekt um den Malstab herumgeführt wird. Das Umfallen des Malstabs bei der Übergabe wird jedoch mit einem Zeitzuschlag von 2 Sekunden geahndet.
Am weitesten verbreitet ist die stehende Stabübergabe, wobei der startende Läufer seine rechte Hand hinter dem die Laufstrecke begrenzenden Malstab hervorstreckt und losrennt, sobald der Stab in seiner Hand ist. Diese Methode ist nicht sehr fehleranfällig, jedoch muss der startende Läufer aus dem Stand starten und büsst entsprechend an Geschwindigkeit ein. Da die zahlreichen kurz aufeinanderfolgenden Wechsel für die Gesamtzeit ins Gewicht fallen, wird von einigen Teams auch der Thaynger Wechsel gewählt. Durch die fliegende Stabübergabe ist das Risiko eines Stabverlusts erhöht, doch kann der Wechsel zu einem Vorteil im Lauf verhelfen. Der Anlauf wird dabei von jedem Team individuell gewählt und mittels einer Anlaufmarkierung gekennzeichnet. Auf der Gegenseite des Malstabs, der die Begrenzung der Laufstrecke definiert, wird ebenfalls eine Anlaufmarkierung platziert, diese dient dem übernehmenden Läufer als Anhaltspunkt, um loszulaufen.